# Chrebet Kaindy-Katta
Chrebet Kaindy-Katta (ryska: Хребет Каинды-Катта) är en bergskedja i Kirgizistan.   Den ligger i oblastet Ysyk-Köl Oblusu, i den östra delen av landet, 400 km öster om huvudstaden Bisjkek.